# Агостини, Джузеппе
Джузеппе Агостини (итал. Giuseppe Agostini; 1870, Верона, область Венеция — 1951, Абингтон, США) — итальянский оперный певец (тенор), музыкальный педагог.

## Биография
Дебютировал на оперной сцене в 1895 году в Муниципальном театре в Алессандрии.
С 1896 года — солист итальянской оперной труппы, с которой гастролировал в США. В 1898 году исполнял партию Рудольфа на премьерах оперы «Богема» Джакомо Пуччини в Лос-Анжелесе и Нью-Йорке.
В 1910 году играл на сцене Театра Массимо в Палермо на премьере оперы Пьетро Масканьи «Амика».
Наибольшего успеха добился в Северной Америке, где почти ежегодно выступал с оперной труппой Сан-Карло. Пел на сцене «Метрополитен-опера» (Нью-Йорк) и других оперных театров США. В 1903 году заменил в Метрополитен-опера заболевшего Энрико Карузо в двух спектаклях (партии Рудольфа в «Богеме» и герцога в «Риголетто»).
Исполнял, главным образом, партии итальянского репертуара, в том числе Альмавива, Рудольф фон Гаррас («Севильский цирюльник», «Вильгельм Телль» Россини), Эдгар («Лючия ди Ламмермур» Доницетти), Поллион («Норма» Беллини), Альфред и др.
Обладал высокой вокальной культурой. В 1932 году оставил сцену. Позже преподавал вокал в Абингтоне.